# ياكوب فون بادن
ياكوب فون بادن (بالألمانية: Jakob II. von Baden)‏ (و. 1471 – 1511 م) هو كاهن كاثوليكي ألماني، توفي في كولونيا، عن عمر يناهز 40 عاماً.

## مناصب
تولى منصب رئيس أساقفة
- أمير ناخب
- أسقف كاثوليكي

.